# Valerio Lundini
Valerio Lundini (Roma, 11 marzo 1986) è un autore televisivo, comico e conduttore televisivo italiano.

## Biografia
Inizialmente si iscrive alla Facoltà di Giurisprudenza, a cui rinuncia per passare a Lettere. Dopo la laurea all'Università degli Studi Roma Tre e un diploma alla Scuola Romana dei Fumetti, Valerio Lundini inizia a collaborare in qualità di autore con diversi programmi radiofonici e televisivi. In particolare figura tra gli autori di 610 (condotto da Lillo & Greg) e di Programmone (condotto da Nino Frassica), entrambi in onda su Rai Radio 2. Nel 2019 partecipa in qualità di autore e comico al programma Battute? (condotto da Riccardo Rossi) in onda in seconda serata su Rai 2.
Nel 2020 partecipa come co-conduttore al programma L'Altro Festival, nuova versione del DopoFestival di Sanremo, in streaming su RaiPlay, condotto da Nicola Savino. Sempre nel 2020 arriva il suo primo ruolo da conduttore principale nel programma Una pezza di Lundini, in onda in seconda serata su Rai 2 dal 7 settembre 2020 fino al 29 giugno 2022.
Nel 2021 partecipa alla terza serata del Festival di Sanremo 2021 in qualità di ospite, insieme a Roy Paci, per la serata cover al fianco di Fulminacci con il brano Penso positivo di Jovanotti. Nello stesso anno esce Era meglio il libro, la sua prima opera letteraria, e partecipa per beneficenza a una puntata di Soliti ignoti - Il ritorno (condotto da Amadeus) in qualità di concorrente.
Nel 2022 mette in scena spettacoli teatrali in tutta Italia e suona nella band I VazzaNikki, esibendosi fra l'altro al concerto del Primo Maggio e con Jovanotti al Jova Beach Party a Marina di Cerveteri.
Nel 2024 conduce il suo secondo programma televisivo, Faccende complicate, originariamente disponibile on-demand su RaiPlay e successivamente trasmesso su Rai 3.

## Radio
- 610 (Rai Radio 2)
- Programmone (Rai Radio 2)
- Speciale Sanremo (Rai Radio 2, 2023)

## Filmografia

### Cinema
- Biagio - Una storia vera, regia di Matteo Tiberia – cortometraggio (2019)
- Nel bagno delle donne, regia di Marco Castaldi (2021)
- Gli idoli delle donne, regia di Lillo & Greg e Eros Puglielli (2022)
- Il più bel secolo della mia vita, regia di Alessandro Bardani (2023)
- Enzo Jannacci - Vengo anch'io, regia di Giorgio Verdelli – documentario (2023)
- La vita da grandi, regia di Greta Scarano – cameo (2025)

### Televisione
- Sono Lillo – serie TV, episodio 1x01 (2023)
- Sconfort Zone – serie TV (2025)

## Programmi televisivi
- Battute? (Rai 2, 2019)
- CCN - Il Salotto con Michela Giraud (Comedy Central, 2020-2021)
- Una pezza di Lundini (Rai 2, 2020-2022)
- Concerto del Primo Maggio (Rai 3, 2022)
- Faccende complicate (Rai 3, dal 2024)
- In&Out - Niente di serio (TV8, 2025)

## Web
- Data Comedy Show (RaiPlay, 2018)
- L'Altro Festival (RaiPlay, 2020)
- Italian Short Movie Collection - Episodio 3 - Biagio - Una storia vera (Amazon Prime Video, 2020)
- Celebrity Hunted, 1 episodio (Amazon Prime Video, 2021)
- Faccende complicate (RaiPlay, dal 2024)

## Discografia

### Album in studio
- 2013 – Fintage (con i Vazzanikki)
- 2024 – Innamorati della vita (con i Vazzanikki)

### EP
- 2022 – Le donne (con i Vazzanikki)
- 2025 – Un musical a tema bullismo

### Singoli
- 2021 – La droga no
- 2022 – Shark covid (con i Vazzanikki)
- 2022 – La guerra è brutta (con i Vazzanikki)
- 2023 – È finito Sanremo (con il cast di Sanremo 2023)
- 2023 – La soluzione (con i Vazzanikki)
- 2024 – Capelli d'argento (featt. Blessed) (con lo pseudonimo di Livia del Runnio)
- 2024 – Parabola ascendente (con i Vazzanikki)
- 2024 – Kabaddi

## Teatrografia
- Penultima data del tour mondiale (2018)
- Uno spettacolo eterosessuale, con tutto il rispetto (2018-2019-2020)
- Il mansplaining spiegato a mia figlia (2021-2022-2023)

## Doppiatore
- Mr. Piranha in Troppo cattivi

## Riconoscimenti
- 2021 – Riccio d'Argento
  - Personaggio televisivo dell'anno[11]
- 2024 – Premio Funari - Il Giornalaio dell'anno[12]

## Opere
- A.A.V.V., Stand-up Comedy. La prima antologia italiana, Einaudi, 29 ottobre 2019, ISBN 978-88-0624-093-6.
- Era meglio il libro, Rizzoli Lizard, 2 marzo 2021, ISBN 978-88-1715-478-9.
- Foto mosse di famiglie immobili, Rizzoli Lizard, 1º novembre 2022, ISBN 978-88-1717-353-7.

## Nella cultura di massa
Nel numero 3423 di Topolino, uscito il 30 giugno 2021, è presente il personaggio di Lunduck, disegnato da Gaja Arrighini e Mattia Surroz e basato su Lundini.